# ستارا موراویتسا
ستارا موراویتسا (به صربی: Stara Moravica) یک منطقهٔ مسکونی در صربستان است که در Bačka Topola Municipality واقع شده‌است. ستارا موراویتسا ۸۸٫۳ کیلومتر مربع مساحت و ۵٬۶۹۹ نفر جمعیت دارد.